# Tania Borealis
Tania Borealis, eller Lambda Ursae Majoris (λ Ursae Majoris, förkortat Lambda Uma, λ UMa) som är stjärnans Bayer-beteckning, är en ensam stjärna i den sydöstra delen av stjärnbilden Stora Björnen och är baktassen hos björnen. Den har en skenbar magnitud på +3,45 och är synlig för blotta ögat där ljusföroreningar ej förekommer. Baserat på parallaxmätningar i Hipparcos-uppdraget på 23,7 mas beräknas den befinna sig på ca 138 ljusårs (42 parsek) avstånd från solen.

## Nomenklatur
Lambda Ursae Majoris de traditionella namnen Tania (delat med My Ursae Majoris) och Tania Borealis. Tania kommer från den arabiska frasen Al Fiḳrah al Thānia "Andra våren (för Gazellen)" och Borealis (ursprungligen borealis) är latin för "norra sidan". År 2016 organiserade Internationella astronomiska unionen en arbetsgrupp för stjärnnamn (WGSN) med uppgift att katalogisera och standardisera riktiga namn för stjärnor. WGSN fastställde i juli 2016 namnet Tania Borealis för Lambda Ursae Majoris, vilket nu ingår i listan över IAU-godkända stjärnnamn.

## Egenskaper
Tania Borealis är en blå till vit underjättestjärna av spektralklass A2 IV. Den har en massa som är ca 2,1 gånger solens massa, en radie som är ca 2,3 gånger större än solens och utsänder ca 37 gånger mera energi än solen från dess fotosfär vid en effektiv temperatur på ca 9 200 K.